# Staniše
Staniše so naselje v Občini Škofja Loka. Danes so na tem območju še štiri domačije. Krmeljeva in Franetova sta zapuščeni, domačiji Jamnik in Zavrh sta še stalno naseljeni. V začetku 20. stol. je vas imela 9 hišnih številk, vendar so nekatere domačije sčasoma propadle (Na Koglu, Stanišnik, Završka kajša, Krmeljeva bajta, V Krgan).

## Kulturnadediščinanaselja[3]:
- Franetova domačija (Staniše 1): zidana hiša (1. pol. 20. stol.), lesena kašča in kozolec (19. stol.).
- Jamnikova domačija (Staniše 2): delno zidana kmečka hiša (18. stol.), nadstropen hlev, kozolec toplar.
- Krmeljeva domačija (Staniše 3): delno zidana in iz brun narejena kmečka hiša z gankom (1828), poslikana kašča (ok. 1750).
- Krmeljevo znamenje: zidano iz kamna, freska sv. Petra na levi, v sredini slika sv. Jurija Petra Adamiča, olje na kovino, na desni razpelo.
- Završnikova domačija (Staniše 5): delno zidana in lesena kmečka hiša, ohranjena črna kuhinja (1827), lesena kašča (1817), hišno drevo lipa, izjemne debeline.

- Jamnikova domačija
- Krmeljeva domačija
- Krmeljevo znamenje